# QJY-88
QJY-88 (кит. упр. 88式通用机枪, палл. 88-ши тунъюн цзицян, буквально: «Единый пулемёт, тип 88») — китайский единый пулемёт. Предназначен для замены в войсках устаревшего пулемёта Тип 67-2. Он разработан под новый китайский малоимпульсный патрон 5,8×42 мм. Автоматика QJY-88 основана на отводе пороховых газов из канала ствола и запирании ствола поворотным затвором с двухступенчатой подачей патронов из нерассыпной ленты. Пулемёт использует механические прицельные приспособления, но также могут использоваться оптические, ночные, тепловизионные прицелы. По весу, который составляет порядка 11,8 кг,  QJY-88 ближе всего к единым пулемётам, тогда как малокалиберный патрон роднит его с ручными пулемётами типа M249 SAW или MG4.